# Coppa delle nazioni oceaniane (calcio a 5)
La Coppa delle nazioni oceaniane (in inglese OFC Futsal Nations Cup) è il campionato continentale oceaniano di calcio a 5 ed è organizzato da Oceania Football Confederation.
La prima edizione ufficialmente in carico a OFC è del 2004, benché in precedenza, dal 1992, si tenesse un campionato continentale analogo che, pur senza la caratteristica di ufficialità dell'organismo continentale, era comunque valido come qualificazione alla fase finale del campionato mondiale organizzato dalla FIFA.
Fin dalle origini la manifestazione è stata storicamente dominata dall'Australia, vincitrice di tutte le 3 edizioni non ufficiali e della prima organizzata dall'OFC; nel 2005 gli australiani si affiliarono alla federazione asiatica lasciando campo libero alle Isole Salomone, vincitrici da allora di 6 edizioni di torneo, di cui 4 consecutive. Nel 2013 e 2014 ha partecipato anche la Malaysia pur essendo una nazionale asiatica.
La frequenza del torneo è variabile: non ha un posto fisso nel calendario internazionale.

## Edizioni
| Anno          | Ospitante              | Finale         | Finale                  | Finale          | Finale 3º posto | Finale 3º posto         | Finale 3º posto      |
| Anno          | Ospitante              | Vincitore      | Risultato               | Secondo posto   | Terzo posto     | Risultato               | Quarto posto         |
| ------------- | ---------------------- | -------------- | ----------------------- | --------------- | --------------- | ----------------------- | -------------------- |
| 1992 Dettagli | Brisbane Australia     | Australia      | Girone                  | Vanuatu         | Nuova Zelanda   |                         |                      |
| 1996 Dettagli | Port Vila Vanuatu      | Australia      | Girone                  | Vanuatu         | Figi            | Girone                  | Samoa                |
| 1999 Dettagli | Port Vila Vanuatu      | Australia      | Girone                  | Figi            | Vanuatu         | Girone                  | Papua Nuova Guinea   |
| 2004 Dettagli | Canberra Australia     | Australia      | Girone                  | Nuova Zelanda   | Vanuatu         | Girone                  | Figi                 |
| 2008 Dettagli | Suva Figi              | Isole Salomone | Girone                  | Tahiti          | Vanuatu         | Girone                  | Nuova Zelanda        |
| 2009 Dettagli | Suva Figi              | Isole Salomone | 8 – 1                   | Figi            | Vanuatu         | 6 – 2                   | Nuova Caledonia      |
| 2010 Dettagli | Suva Figi              | Isole Salomone | Girone                  | Figi            | Nuova Zelanda   | Girone                  | Vanuatu              |
| 2011 Dettagli | Suva Figi              | Isole Salomone | 6 – 4                   | Tahiti          | Nuova Zelanda   | 1 – 1 (dts) 5 – 4 (dtr) | Vanuatu              |
| 2013 Dettagli | Auckland Nuova Zelanda | Australia      | 5 – 1                   | Malaysia        | Nuova Zelanda   | 1 – 0                   | Tahiti               |
| 2014 Dettagli | Païta Nuova Caledonia  | Malaysia       | Girone                  | Nuova Caledonia | Nuova Zelanda   | Girone                  | Tahiti               |
| 2016 Dettagli | Suva Figi              | Isole Salomone | Girone                  | Nuova Zelanda   | Tahiti          | Girone                  | Vanuatu              |
| 2019 Dettagli | Numea Nuova Caledonia  | Isole Salomone | 5 – 5 (dts) 2 – 1 (dtr) | Nuova Zelanda   | Tahiti          | 5 – 5 (dts) 3 – 1 (dtr) | Nuova Caledonia      |
| 2022 Dettagli | Suva Figi              | Nuova Zelanda  | 6 – 2                   | Isole Salomone  | Nuova Caledonia | 5 – 3                   | FFA President's Five |
| 2023 Dettagli | Auckland Nuova Zelanda | Nuova Zelanda  | 5 – 0                   | Tahiti          | Isole Salomone  | 5 – 3                   | Figi                 |

## Medagliere
| Posiz. | Nazione         | Oro | Argento | Bronzo | Totale |
| ------ | --------------- | --- | ------- | ------ | ------ |
| 1      | Isole Salomone  | 6   | 1       | 1      | 8      |
| 2      | Australia       | 5   | 0       | 0      | 5      |
| 3      | Nuova Zelanda   | 2   | 3       | 5      | 10     |
| 4      | Malaysia        | 1   | 1       | 0      | 2      |
| 5      | Tahiti          | 0   | 3       | 2      | 5      |
| 6      | Figi            | 0   | 3       | 1      | 4      |
| 7      | Vanuatu         | 0   | 2       | 4      | 6      |
| 8      | Nuova Caledonia | 0   | 1       | 1      | 2      |